# Hans von Dohnanyi
Hans von Dohnanyi (Vienna, 1º gennaio 1902 – Campo di concentramento di Sachsenhausen, 8 aprile 1945) è stato un giurista e membro della resistenza tedesco.

## Biografia
Figlio del pianista e compositore ungherese Ernő Dohnányi e cognato di Dietrich Bonhoeffer, dal 1929 al 1938 fu impiegato al ministero della giustizia, collaborando come consulente giuridico anche con altri ministeri, e nonostante la sua origine ebraica grazie a un ordine speciale di Adolf Hitler gli fu concessa l'arianizzazione. Fu successivamente nominato giudice della corte suprema, e fu posto a capo della divisione affari politici dell'Abwehr alle dirette dipendenze di Hans Oster.
Si avvicinò progressivamente alle posizioni della resistenza, e aiutò decine di ebrei a fuggire dalla Germania e a recuperare i beni confiscati dai nazisti. Fu arrestato una prima volta nell'aprile 1943 perché sospettato di complottare contro il regime.  Rilasciato per mancanza di prove, fu nuovamente arrestato nel 1944 per il suo coinvolgimento nel complotto del 20 luglio e spedito al campo di concentramento di Sachsenhausen. Lì morì, ucciso in circostanze mai chiarite, l'8 aprile 1945.